# Moydrum
Moydrum (irisch Maigh Droma) ist eine Gemarkung (irisch baile fearainn, englisch townland) im irischen County Westmeath in der Mitte der Insel Irland.

## Name
Der irische Name Maigh Droma ist abgeleitet von maigh (deutsch Ebene) und drom (deutsch Gebirgskamm, Bergrücken), also etwa „Ebene des Bergrückens“.

## Geographie

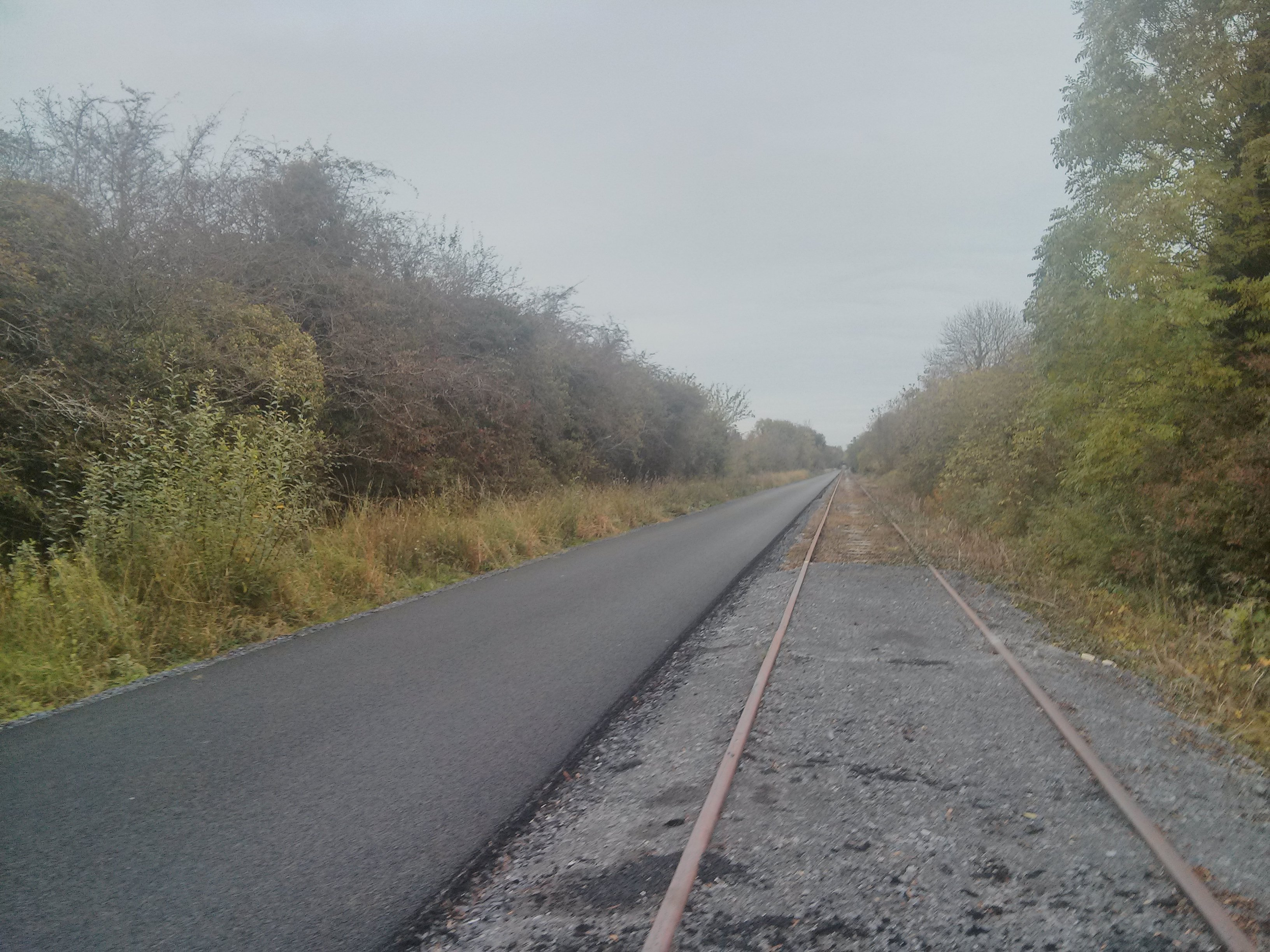
Blick entlang des Radwegs Richtung Osten (2015).

Moydrum liegt keine 5 km östlich der Stadt Athlone und damit nahe dem geographischen Mittelpunkt der irischen Insel. Es grenzt im Westen an Blyry Lower, Blyry Upper, Creggan Lower und Garrycastle, im Norden an Annaghgortagh und Tullycross, im Süden an Crosswood und Creggan Upper und im Osten an Carn Park. Durch Moydrum führt im Süden, von West nach Ost verlaufend, der Radfernweg, genannt Old Rail Trail Greenway. Entlang einer stillgelegten Bahnstrecke verbindet er das nahe Athlone mit dem etwa 40 km weiter östlich liegenden Mullingar, Hauptstadt des Countys Westmeath.

## Radio Athlone
Keine 200 m nördlich des Radwegs, im Westen von Moydrum, befinden sich die 1932 errichteten Sendergebäude von Radio Athlone, dessen Sendeanlagen zwar nicht mehr in Betrieb sind, aber noch gut erhalten sind und besichtigt werden können.

## Moydrum Castle

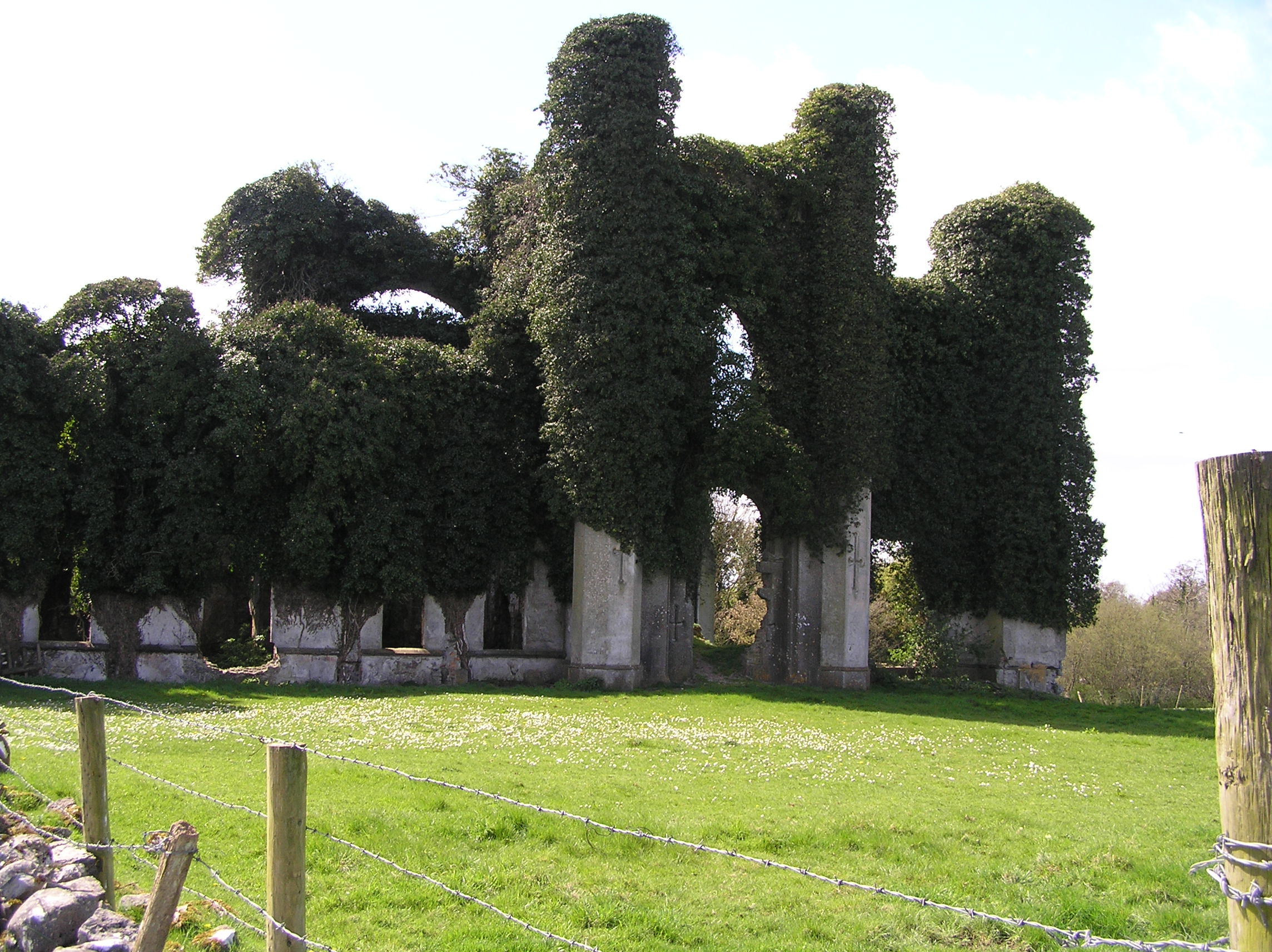
Schlossruine Moydrum Castle (2008)

Unmittelbar an der Ostgrenze von Moydrum liegt Moydrum Castle (irisch Caisleán Mhaigh Droma), die Ruine eines ehemaligen Schlosses aus dem frühen 19. Jahrhundert, das während des Irischen Unabhängigkeitskrieges im Jahr 1921 durch einen Brand zerstört wurde.

## Wahlkreis
Moydrum ist auch der Name eines irischen Wahlkreises (irisch baile fearainn, englisch electoral division). Dessen Fläche ist erheblich größer als die der Gemarkung. Er dehnt sich weit nach Nordwesten aus bis an den Lough Ree im Norden von Athlone.